# Juan Ignacio Molina

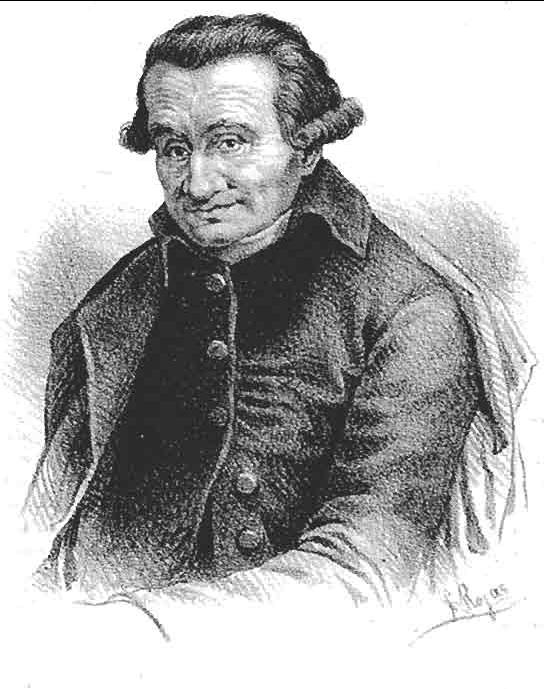
Juan Ignacio Molina

Juan Ignacio Molina González, auch Giovanni Ignazio Molina (* 24. Juni 1740 in Guaraculén / Linares / Región del Maule; † 12. September 1829 in Bologna) war ein chilenischer Priester und Naturforscher, auch bekannt als Abate Molina. Sein offizielles botanisches Autorenkürzel lautet „Molina“.

## Leben und Wirken
Molina wurde an der Jesuitenschule in Concepción ausgebildet. Er war 1768 gezwungen, Chile zu verlassen, als die Jesuiten aus dem spanischen Weltreich ausgewiesen wurden.
1773 ließ er sich in Bologna nieder und wurde dort Professor für Griechisch, später der Naturwissenschaften. Molina verfasste 1776 eine erste Abhandlung über die Naturgeschichte von Chile. Er setzte sich  kritisch mit dem Werk von Cornelis de Pauw über Südamerika auseinander und wies ihm Fehler in der Geologie und über die dortigen Bewohner nach. Er stellte schon 1787 die These der Besiedelung Südamerikas aus Südasien über die pazifischen Inseln auf. Er beschrieb auch viele chilenische Pflanzenarten.

## Ehrungen
Nach ihm sind die drei Pflanzengattungen Molinia Schrank, Moliniopsis Gand. und Neomolinia Honda aus der Familie der Süßgräser (Poaceae) sowie die Zeitschrift „Moliniana“ benannt.

## Werke
- Compendio della storia geografica, naturale, e civile del regno del Chile (Bologna 1776, Madrid 1788)
- Ensayo sobre la historia natural de Chile (1782) (Saggio sulla Storia Naturale del Chili, Bologna 1782).
- Versuch einer Naturgeschichte von Chili. Leipzig: Friedrich Gotthold Jacobäer, 1784. 346 Seiten. Übersetzung von J.D. Brandis (Saggio sulla storia naturale de Chili 1782).
- Ensayo sobre la historia civil de Chile (Saggio sulla Storia Civile del Chili, Bologna 1787, Madrid 1795).